# Post Man
Le Post Man, publié trois fois par semaine et fondé au tout début du XVIIIe siècle, ou à la fin du siècle précédent, par Jean de Fonvive, l'un des réfugiés huguenots à Londres, fut l'un des premiers journaux d'actualité internationale en Europe. C'était, avec le Post Boy, fondé par un autre Français, l'un des trois journaux de Londres à être expédié systématiquement à ses lecteurs les mardi, jeudi et samedi, jours de départs de la poste britannique. Son tirage était d'environ 3 800 exemplaires contre 3 000 pour le Post Boy d'Abel Roper, d'orientation plus conservatrices. Le 3e journal à être publié trois fois par semaine était le Flying Post, également proche des idées du parti whig.

## Histoire
Le Post Man fut précédé par d'autres publications similaires mais moins ambitieuses. Un autre huguenot, Pierre-Antoine Motteux, fit paraître dès 1692 le Gentleman's Journal, tandis qu'Abel Boyer(1667-1729), fils d'un consul protestant de Castres arrivé en 1689, édite au même moment le Post Boy, souvent comparé au Post Man.
Jean de Fonvive commence à travailler comme traducteur pour l'éditeur Richard Baldwin, qui souhaite fonder un quotidien, négocie avec Abel Roper, l'éditeur du Post Boy puis se tourne vers Jean de Fonvive pour lancer le 24 octobre 1695 un trihebdomadaire, format adapté au système des postes anglais. Sa veuve Anne Baldwin poursuit la coopération après la mort de l'éditeur en mars 1698 et l'année suivante, les presses d'imprimerie sont sous-traitées à la maison d'édition "For the author", de F. Leach. Le journal privilégie le journalisme d'information, tout en mettant l'accent sur les questions de la diaspora. 
Neuf ans après le lancement, en 1704, une édition française est lancée pour l'importante population des huguenots de Londres. Entre-temps, le premier quotidien londonien, le Daily Courant, sort le 11 mars 1702, publié par la libraire Elizabeth Mallet, dans une pièce au-dessus du White Hart pub à Fleet Street
Dans une lettre de 1705, Jean de Fonvive affirme qu'il parvient à gagner 600 sterling par an grâce à son journal, qui s'est forgé une réputation de fiabilité grâce au réseau de la diaspora des huguenots à travers le monde. Le journal est jugé proche des idées des whigs par ses détracteurs du camp opposé, les tories.
On lui a proposé, en échange d'un salaire de 400 sterling par an de prendre la fonction d'éditorialiste de la London Gazette, mais il a refusé. En 1720, il cesse ses fonctions au Post Man et se consacre à l'hôpital des pauvres protestants français de Londres, fondé en 1718.

## Chronologie
- 10 septembre 1666 : 1re parution du London Gazette par Henry Muddiman (1629 - 1692)
- 1685 : Révocation de l'Édit de Nantes
- 1688 : Glorieuse révolution britannique
- 1691: fondation de The Athenian Mercury, Daniel Defoe parmi les rédacteurs
- 1692 : Pierre-Antoine Motteux fait paraître le Gentleman's Journal[7]
- 1695 : 1re parution du Flying Post
- mai 1695 : 1re parution du Post Boy
- octobre 1695 : 1re parution du Post Man
- mai 1698 : décès de Richard Baldwin
- 1697 : fondation de l'Anti-Jacobin par l'abolitioniste George Canning
- 1701 : 1re parution du Daily Courant
- 1701 : fondation du Norwich Postdans la riche région lainière du Norfolk
- 1701 : 1re édition française du Post Man
- 1704: fondation de la Weekly Review par Daniel Defoe
- 1705: Jean de Fonvive gagne 600 sterling par an avec le Post Man
- 1710 : fondation de l'Examiner par le parti Tory
- 1710 : Jonathan Swift devient rédacteur en chef de l'Examiner
- 1713: dernier numéro de la Weekly Review
- 1713: le traité d'Utrecht met fin à la guerre de Succession d'Espagne
- 1720 : Jean de Fonvive quitte le Post Man
- 1720 : décès le même jour des rivaux George Ridpath et Abel Roper